# Aristide Cavallari
Aristide Cavallari (Chioggia, 8 febbraio 1849 – Venezia, 24 novembre 1914) è stato un cardinale e patriarca cattolico italiano.

## Biografia
Nacque l'8 febbraio 1849 a Chioggia, dove iniziò gli studi di teologia presso il seminario locale. Successivamente la sua famiglia si trasferì a Venezia ed il giovane Aristide continuò gli studi presso il seminario patriarcale veneziano. Fu ordinato presbitero il 24 settembre 1872 per l'imposizione delle mani del cardinale Giuseppe Luigi Trevisanato, patriarca di Venezia.
Il 18 agosto 1903 papa Pio X lo nominò vescovo ausiliare di Venezia e gli fu assegnata la sede titolare di Filadelfia di Arabia. Ricevette la consacrazione episcopale per l'imposizione delle mani del cardinale Francesco Satolli e degli arcivescovi coconsacranti Jeremiah James Harty e Paolo Maria Barone, pochi giorni dopo, il 23 agosto del medesimo anno.
Il 13 marzo dell'anno successivo fu elevato a patriarca di Venezia. Papa Pio X lo creò cardinale presbitero nel concistoro del 15 aprile 1907 e ricevette la berretta cardinalizia e la diaconia elevata a titolo cardinalizio pro illa vice di Santa Maria in Cosmedin il 18 aprile seguente.
Durante il suo patriarcato caddero alcune importanti celebrazioni per la città di Venezia e per tutta la regione, non solo di carattere religioso:
- nel 1904 presiedette alle celebrazioni per il settimo centenario della traslazione del corpo di santa Lucia da Costantinopoli a Venezia;
- il 25 aprile 1912 benedisse il nuovo campanile di San Marco, ricostruito dopo il crollo del 1902;
- nel 1908 celebrò il giubileo sacerdotale di papa Pio X, allora regnante e suo predecessore sulla cattedra di san Marco.

Partecipò al conclave del 1914 che elesse papa Benedetto XV. Morì il 24 novembre 1914 all'età di 65 anni e fu sepolto nella cappella di san Cristoforo del cimitero di san Michele di Venezia. Nel 1957 le spoglie furono trasferite nella cripta della cattedrale di Venezia.

## Genealogia episcopale
La genealogia episcopale è:
- Cardinale Scipione Rebiba
- Cardinale Giulio Antonio Santori
- Cardinale Girolamo Bernerio, O.P.
- Arcivescovo Galeazzo Sanvitale
- Cardinale Ludovico Ludovisi
- Cardinale Luigi Caetani
- Cardinale Ulderico Carpegna
- Cardinale Paluzzo Paluzzi Altieri degli Albertoni
- Papa Benedetto XIII
- Papa Benedetto XIV
- Cardinale Enrico Enriquez
- Arcivescovo Manuel Quintano Bonifaz
- Cardinale Buenaventura Córdoba Espinosa de la Cerda
- Cardinale Giuseppe Maria Doria Pamphilj
- Papa Pio VIII
- Papa Pio IX
- Cardinale Raffaele Monaco La Valletta
- Cardinale Francesco Satolli
- Cardinale Aristide Cavallari